# Politique coloniale de l'Autriche

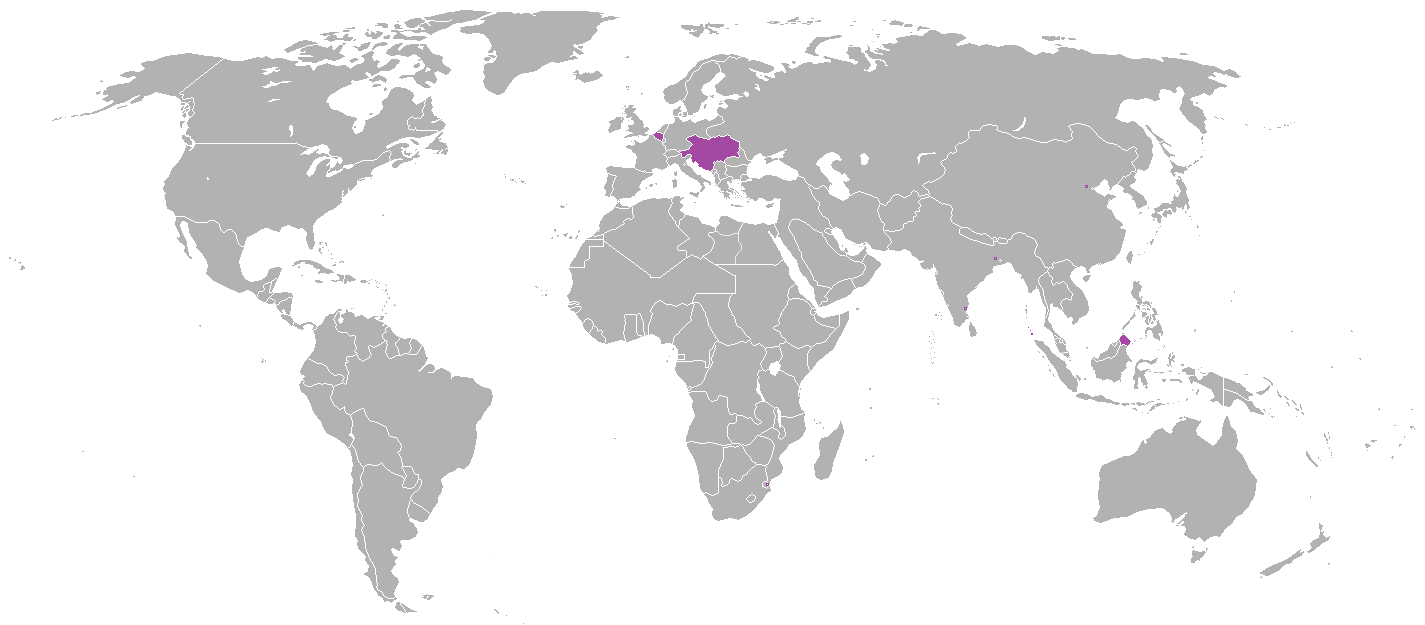
Carte asynchrone de tous les lieux ayant été des colonies et concessions autrichiennes ou austro-hongroises, à différentes époques.

Du XVIIe siècle au xixe siècle, la Monarchie de Habsbourg, l'Empire autrichien et l'Empire austro-hongrois ont effectué quelques timides tentatives, toutes de courte durée, visant à développer le commerce colonial à l'étranger via l'acquisition de comptoirs ultramarins.
Le seul « domaine colonial » dont disposât l'Autriche-Hongrie était le condominium de Bosnie-Herzégovine. Le garder sous contrôle fut un facteur majeur dans l’entrée de l’Autriche-Hongrie dans la Première Guerre mondiale en 1914. Toutes les autres tentatives austro-hongroises d'obtenir des colonies ont échoué en raison soit de la pression internationale, soit du manque d'intérêt du gouvernement impérial, soit de l'opposition des Hongrois haut placés au sein du gouvernement.
La superficie cumulée de l'Autriche-Hongrie et des diverses colonies autrichiennes est de 796 836 kilomètres carrés, dont environ 84,4 % pour l'Autriche-Hongrie continentale.
Enfin, il est à noter qu'entre 1519 et 1556, l'Autriche se trouvait en situation d'union personnelle avec l’Espagne, qui possédait un vaste empire colonial. Cependant, les colonies espagnoles n'étaient pas liées à l'Autriche.

## La compagnie des Indes orientales d'Ostende

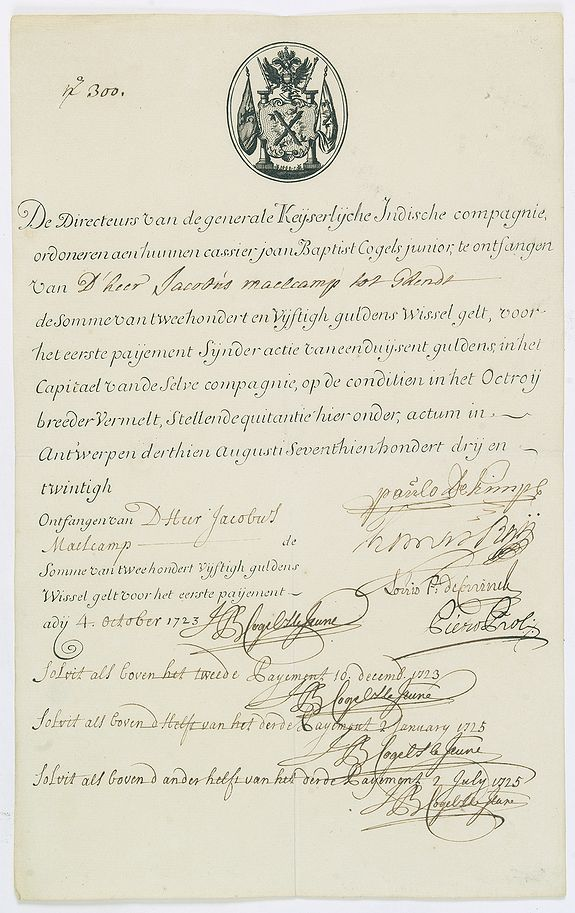
Action n° 4527 de la Compagnie des Indes d'Ostende

La Compagnie des Indes orientales d'Ostende était une société marchande privée créée en 1715, basée dans le sud des Pays-Bas, dans l'actuelle Belgique flamande. Aucun Autrichien n’était impliqué dans son développement ou son négoce ; le seul lien avec l’Autriche se trouvant dans le fait qu'Ostende, tout comme le territoire des Pays-Bas justement dits autrichiens, étaient soumis à Charles VI, empereur d’Autriche. L'empereur fournit à l'entreprise 6 millions de florins, sous la forme d'un monopole public-privé de 6 000 actions, fixées à 1 000 florins chacune. Grâce à la vitesse des navires marchands d'Ostende, l'entreprise est devenue en quelques années l'une des plus grandes sociétés commerciales opérant en extrême-orient (notamment à Canton). En 1720, la Compagnie d'Ostende transportait 7 millions de livres de thé, soit environ 41,78 % du thé commercialisé depuis le port de Canton,.
En 1715, la Compagnie d'Ostende acquiert des chartes commerciales dans les ports de Mocha, Surat et Canton. En 1723, les Ostendois obtiennent des escales commerciale dans les ports lucratifs de Banquibazar et Covelong. Les missions commerciales à Mocha sont initialement couronnées de succès, mais en raison du naufrage du Mochaman, un navire commercial se dirigeant vers la mer Rouge en 1720, et de la capture d'un navire rentrant au port par les pirates barbaresques en 1723, l'opération de Mocha se transforma finalement en un lourde perte financière. Les ports de Surat et de Canton restent néanmoins très rentables ; toutefois, tous les profits de ce commerce vont aux Pays-Bas du Sud, et aucun en Autriche propre.
La Compagnie d'Ostende finit par représenter une véritable menace pour les intérêts britanniques, néerlandais, portugais et français. Aussi, que lorsque l'empereur Charles VI promulgue l'édit de pragmatique sanction de 1713, il s'en voit refuser la reconnaissance internationale en raison du succès de la Compagnie. Les pressions politiques internationales ralentissent son extraordinaire croissance et, en 1727, sa charte est suspendue, conduisant à la dissolution de la société en 1732.
Après le retrait par le gouvernement impérial de la charte de la Compagnie d'Ostende, les grandes puissances acceptent la pragmatique sanction. La suspension de la Compagnie permet également aux Autrichiens de signer le Traité de Vienne (1731) avec les Britanniques ; pierre angulaire de l'alliance anglo-autrichienne.

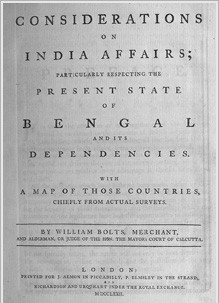
Le livre de Bolts sur le Bengale.

## La baie de Maputo
La baie de Maputo, anciennement connue sous le nom de baie de Delagoa, est une crique de l'océan Indien située sur la côte du Mozambique. En 1776, un responsable commercial britannique expulsé, le colonel William Bolts, s'adresse à la cour impériale autrichienne pour lui demander de fonder une société commerciale chargée d'explorer les routes possibles en Afrique, en Inde et en Chine. L'impératrice Marie-Thérèse est intriguée et décide de créer la Compagnie autrichienne des Indes orientales, avec Bolts à sa tête. Le colonel Bolts, précédemment au service de la Compagnie britannique des Indes orientales, était compétent  en matière de commerce et de colonisation. Il avait également entendu dire que la région était un site possible pour l'extraction de l'or.
Partant de Flandre en 1778, Bolts et son équipage autrichien et italien, naviguant sur le Joseph und Theresia de la Compagnie autrichienne des Indes orientales, accostent dans la baie de Delagoa en 1779. Bolts conclut ensuite des traités avec les chefs locaux Mabudu, qui habitent le port. Les Autrichiens érigent les forts Saint-Joseph et Sainte-Marie. Un comptoir est construit et la factorerie commence rapidement à prospérer sous la domination autrichienne. Peu de temps après, Bolts part pour promouvoir les intérêts autrichiens en Inde. Le comptoir prospère cependant, comptant 155 hommes et plusieurs femmes, faisant le commerce de l'ivoire, les bénéfices atteignant 75 000 livres par an.

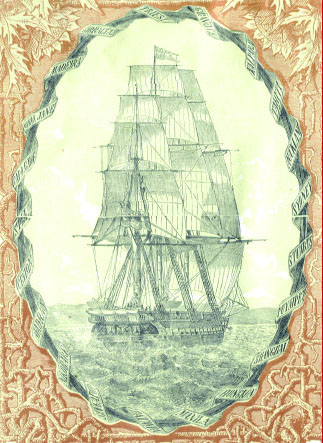
Le SMS Novara lors de l'expédition Novara de 1857-1859.

La présence autrichienne dans la baie de Delagoa a provoqué une modification spectaculaire du prix de l'ivoire, la production autrichienne dépassant largement celle des Portugais sur l'île de Mozambique. Malheureusement pour les Autrichiens, la malaria frappa leur comptoir en 1781 et les Portugais réussissent à expulser le reste des colons autrichiens cette même année.

## Les multiples tentatives de colonisation des îles Nicobar

### La première tentative
Sans se décourager, William Bolts dirige une aventure vers les îles Nicobar. Cette mission faisait partie de ses entreprises coloniales en Inde ; et, en 1778, Gottfried Stahl et son équipage arrivent aux Nicobar sur le navire Joseph und Theresia. Stahl salue personnellement les indigènes et signe avec eux un traité selon lequel les vingt-quatre îles devaient être cédées aux Autrichiens. L'effort de colonisation fut couronné de succès jusqu'à la mort de Stahl (que Bolts avait nommé chef de la colonie) en 1783. Toutefois, après sa mort, les colons perdent courage dans leurs tentatives de colonisation et les îles sont abandonnées en 1785.

### La deuxième tentative
Soixante-treize ans plus tard, en 1858, le SMS Novara, alors en voyage autour du monde, décide de naviguer vers Nicobar. Le SMS Novara arrive à Car Nicobar, l'île la plus septentrionale de l'archipel, avec l'objectif double de promouvoir l'exploration scientifique et de rechercher d'éventuelles colonies pénitentiaires. Le chef du groupe, Karl von Scherzer, soutient l'idée de recoloniser l'île. Des scientifiques et archéologues autrichiens explorent ensuite les îles de Nancowry et Kamorta et collectent plus de 400 artefacts. Le gouvernement autrichien s'oppose cependant aux recommandations de Von Scherzer et met fin à toutes les opportunités coloniales potentielles.

### la troisième tentative
En 1886, les Autrichiens se réintéressent à la colonisation. Un navire est envoyé aux Nicobar ; lorsque l'équipage atteint l'île de Nancowry avec la corvette SMS Aurora, il est surpris de constater que toute la chaîne des îles Nicobar avait été colonisée par les Britanniques plusieurs années auparavant. En effet, les Britanniques avaient acheté en 1868 aux Danois leurs revendications sur les îles Nicobar et en avaient fait une colonie pénitentiaire. Cet état de fait mit un terme définitif à toutes les ambitions autrichiennes ultérieures de coloniser la région.

## Exploration de la Terre de François-Joseph

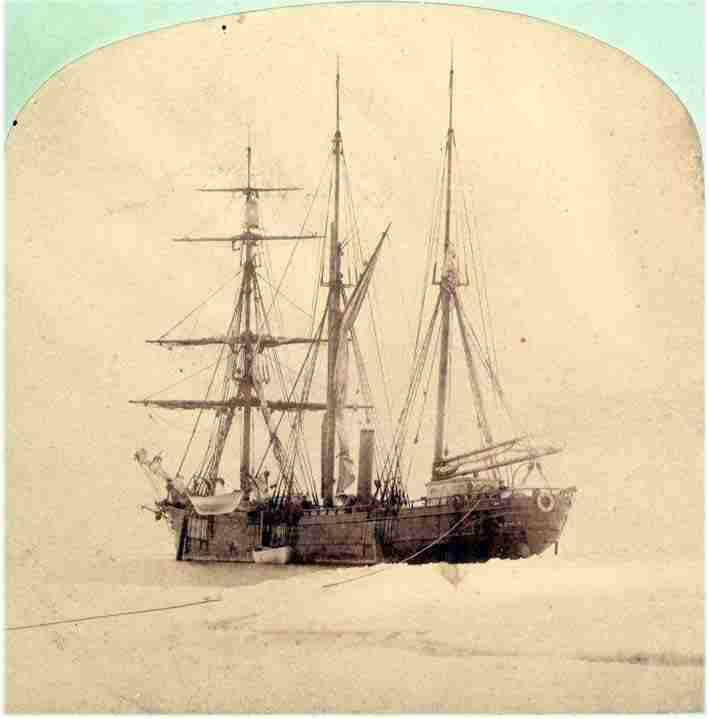
Une photographie du Tegetthoff coincé dans la glace.

En 1873, une expédition autrichienne dirigée par Julius von Payer fut envoyée au pôle Nord avec pour mission de trouver le passage du Nord-Est. L'expédition s'est en fait retrouvée près de l'archipel de la Nouvelle Zemble, le point le plus oriental de l'Europe. Karl Weyprecht, le chef en second de l'expédition, affirme que la deuxième destination prévue après la découverte du passage du Nord-Est était le pôle Nord.
Le coût du voyage est estimé à environ 175 000 florins. Le projet a été promu et soutenu financièrement par plusieurs nobles autrichiens et hongrois, parmi lesquels le comte Johann Nepomuk Wilczek et le comte Ödön Zichy. Le navire-chef porte le nom de l'amiral Wilhelm von Tegetthoff. Le Tegetthoff pesait 220 tonnes, mesurait 125,78 pieds de long (38,34 m) et avait une puissance de 100 chevaux (75 kW).
Le Tegetthoff quitte le port de Tromsø, en Norvège, en juillet 1872. Peu de temps après son arrivée dans le cercle polaire arctique, le Tegetthoff se trouve pris dans la banquise et dérive pour le reste de son voyage. En dérivant dans les glaces, les explorateurs découvrent un archipel auquel ils décident de donner le nom de l'empereur François-Joseph. Les îles sont explorées en traineau.
Deux ans plus tard, en mai 1874, le capitaine Weyprecht décide d'abandonner le Tegetthoff bloqué par les glaces, pensant que l'équipage pourrait retourner sur le continent en traîneaux et en bateaux. Le 14 août, l'expédition atteint le large. Les membres de l'expédition parviennent ensuite en Nouvelle Zemble, où un bateau de pêche russe les a secourus, les amenant jusqu'à Vardø, en Norvège ; l'équipage a finalement pu arriver en Autriche-Hongrie en train depuis Hambourg.

## L'Autriche à la Conférence de Berlin (1884-1885)

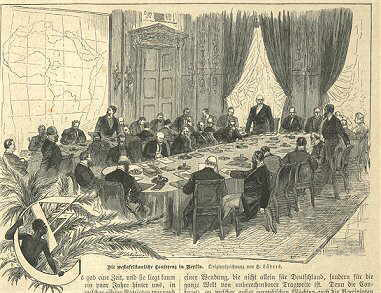
La Conférence de Berlin en 1884

La Conférence de Berlin a pour but de régler les questions relatives à la colonisation de l'Afrique, spécialement au sujet du territoire du Congo et de l'Afrique de l'Ouest. L'Autriche-Hongrie n'est invitée à la Conférence qu'en raison de son statut de grande puissance. Même si l'Autriche ne demande aucune colonie permanente ni aucun comptoir ou port franc, elle retire malgré tout certains avantages indirects. Emerich Széchényi von Sárvári Felsö-Vidék, l'un des principaux membres de la Conférence, a su obtenir pour la double-monarchie le privilège de droits d'amarrage gratuits dans tous les ports africains sous contrôle européen, à l'exclusion de l'Afrique du Sud britannique, de la Somalie italienne et de Madagascar français.

## Bornéo du Nord
En 1877, un marchand basé à Hong Kong vendit ses droits sur le nord de Bornéo au consul austro-hongrois basé dans cette ville, le baron Gustav von Overbeck. En 1878, Gustav von Overbeck achète des terres aux sultanats de Brunei et de Sulu ; et acquiert des terres supplémentaires auprès de l'American Borneo Trading Company, pour former ce qui était alors connu sous le nom de protectorat du Nord-Bornéo. Un ami d'Overbeck, William Clarke Cowie, dispose d'une certaine influence auprès du sultanat de Sulu, ce qui lui permet d'acheter le 22 janvier 1878 encore plus de terres qui s'ajouteront au protectorat du Nord-Bornéo.
Overbeck se rend alors en Europe, où il tente de vendre sa colonie nouvellement créée en la promouvant comme une possible colonie pénitentiaire. Il se tourne ainsi vers l'Empire austro-hongrois, le Royaume-Uni, l'Empire allemand et l'Italie, sans succès. En raison du manque d'intérêt général, Overbeck vend plus tard ces terres à Alfred Dent, un marchand colonial britannique qui fonde la British North Borneo Company en 1880. Un an plus tard, le Royaume-Uni ravive son intérêt pour le territoire puis rachète le nord de Bornéo à Dent en 1881.
Le nord de Bornéo pourrait techniquement être considéré comme une colonie autrichienne pour une raison. Le baron von Overbeck, bien qu'allemand, était consul austro-hongrois à Hong Kong ; aussi, le contrôle de Bornéo par un citoyen autrichien définirait ce territoire comme une possession de l'Autriche-Hongrie.

## Autres opportunités coloniales auXIXesiècle

### Río de Oro
Après l'humiliation de la guerre hispano-américaine, l'Espagne souhaite se départir de ses colonies et, en 1898, des diplomates espagnols approchent la Société coloniale austro-hongroise au sujet d'un éventuel rachat du port de commerce de Río de Oro. Le vice-président de la société, Ernst Weisl, conclut un accord discret avec Agenor Goluchowski, le ministre autrichien des Affaires étrangères. Goluchowski parvient ensuite à convaincre le Conseil impérial autrichien ; et l'empereur François-Joseph lui-même se prononce en faveur du rachat par l'Autriche-Hongrie de la colonie espagnole. Un traité est même rédigé pour transférer en bonne et due forme le Río de Oro de l'administration espagnole à celle de l'Autriche. Cependant, la chambre des magnats hongroise fait bloquer l’achat à la veille de sa finalisation.
Cette démarche coloniale des Autrichiens visait avant tout à justifier les aspirations navales de plusieurs ministres autrichiens. Le Parlement hongrois était depuis un certain temps opposé à l'expansion navale et les Autrichiens faisaient lentement pression sur les Hongrois pour qu'ils augmentent les dépenses navales dans le budget national. Le veto hongrois met donc fin à une nouvelle expansion coloniale et navale potentielles de l'Autriche-Hongrie.

## Port de Tianjin

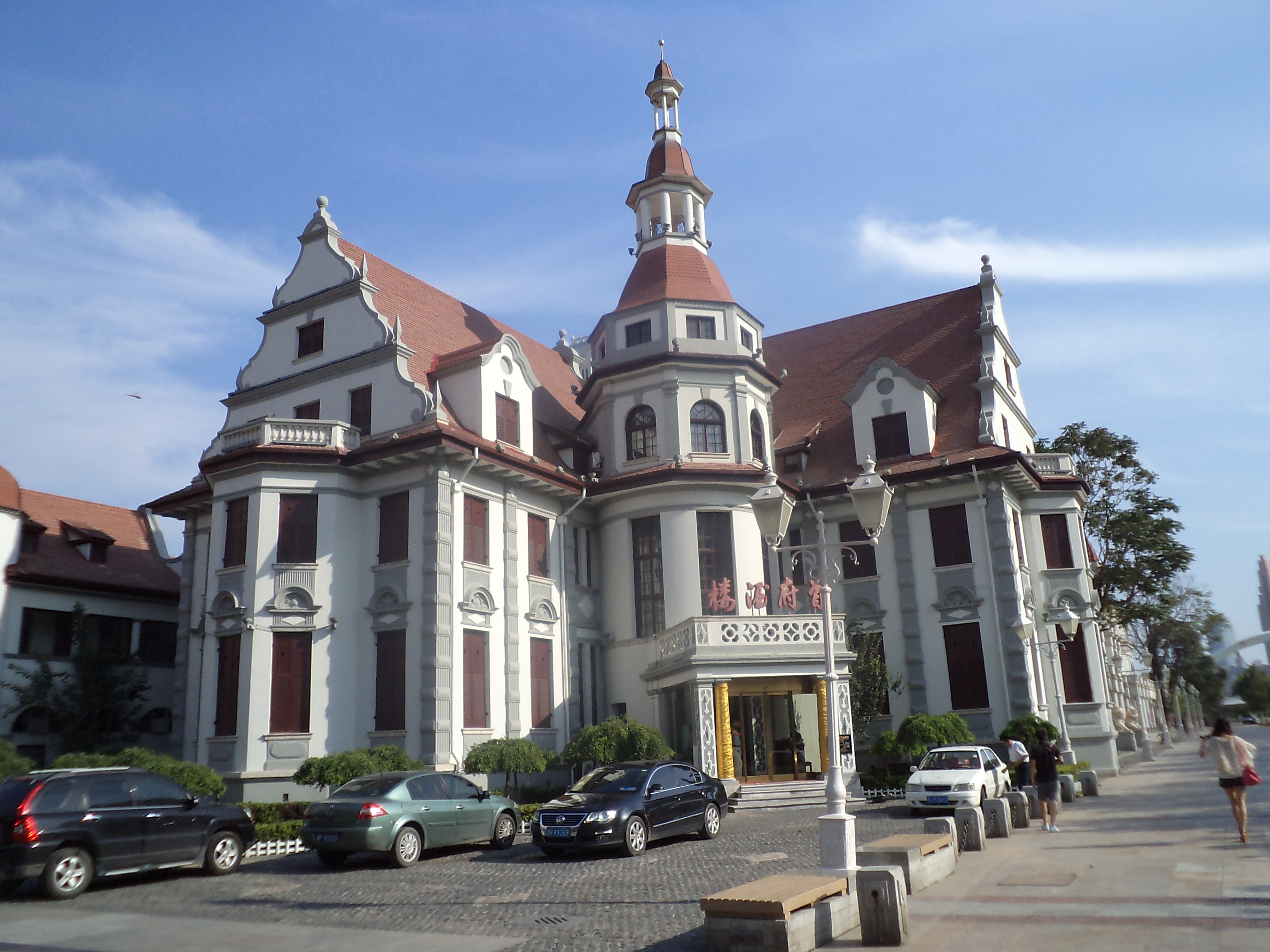
Le manoir de Yuan, dans la concession austro-hongroise, a été construit en 1918. Yuan Shih-kai n’y a cependant jamais vécu.

L'Autriche-Hongrie est un membre à part entière de l'Alliance des huit nations. Cette dernière a été formée pour contenir la rébellion des Boxers en Chine. La marine austro-hongroise contribue donc à réprimer le soulèvement. Cependant, l'Autriche-Hongrie envoie la plus petite force de tous les pays. Seuls quatre croiseurs et une force de seulement 296 marines sont dépêchés.
Malgré cela, le 27 décembre 1902, l'Autriche obtient une zone de concession à Tianjin en récompense de sa contribution à l'Alliance. La zone de concession autrichienne était légèrement plus grande que la zone italienne, mais plus petite que la zone belge. La concession autonome possédait sa propre prison, sa propre école, sa caserne et son hôpital. Elle abritait également le consulat austro-hongrois et ses habitants étaient placés sous la domination autrichienne et non chinoise.
La concession était dotée d'une petite garnison et l'Autriche-Hongrie se révéla incapable de la défendre pendant la Grande Guerre. La zone de concession est rapidement occupée à la suite de la déclaration de guerre de la Chine aux puissances centrales.Le 14 août 1917, le bail est résilié — tout comme celui de la concession allemande.
L'Autriche abandonne toutes ses revendications sur Tianjin le 10 septembre 1919 ; la Hongrie en 1920. Cependant, malgré une présence relativement courte de 15 ans seulement, les Autrichiens ont laissé leur empreinte dans ce quartier, comme en témoigne l'architecture autrichienne qui existe encore dans la ville.

### Liste des consuls
- Carl Bernauer : 1901-1908
- Erwin Ritter von Zach : 1908
- Miloš Kobr : 1908-1912
- Hugo Schumpeter : 1913-1917

## Voir également
- Empire autrichien
- Empire colonial allemand
- Projets coloniaux allemands pré-1871 (en)

## Lectures complémentaires
- Sauer, Walter. Habsburg Colonial: Austria-Hungary's Role in European Overseas Expansion Reconsidered, Austrian studies (2012) 20 : 5-23 EN LIGNE